# Iglesia de Santa Juliana (Lafuente)
Para ver otras iglesias bajo la misma advocación, véase Iglesia de Santa Juliana.
La iglesia de Santa Juliana, en Lafuente, dentro del término municipal de Lamasón (Cantabria, España) fue declarada Bien de Interés Cultural en el año 1983. Se encuentra justo a la entrada del pueblo de Lafuente, en la carretera que sube desde Puentenansa hasta La Hermida en Peñarrubia.

## Datación
Aunque se trata de una obra muy sencilla y tosca del románico rural, su cronología se ha situado entre finales del siglo XII a principios del XIII, en virtud de ciertos elementos estilísticos como las impostas que discurren a medio muro y medio fuste de las columnas de entrada al presbiterio, elemento que se ve también en la colegiata de Castañeda, o la decoración de los cimacios, relacionada con la de Santa Marìa de Piasca (en Cabezón de Liébana). En la época barroca se añadieron capillas.

## Descripción

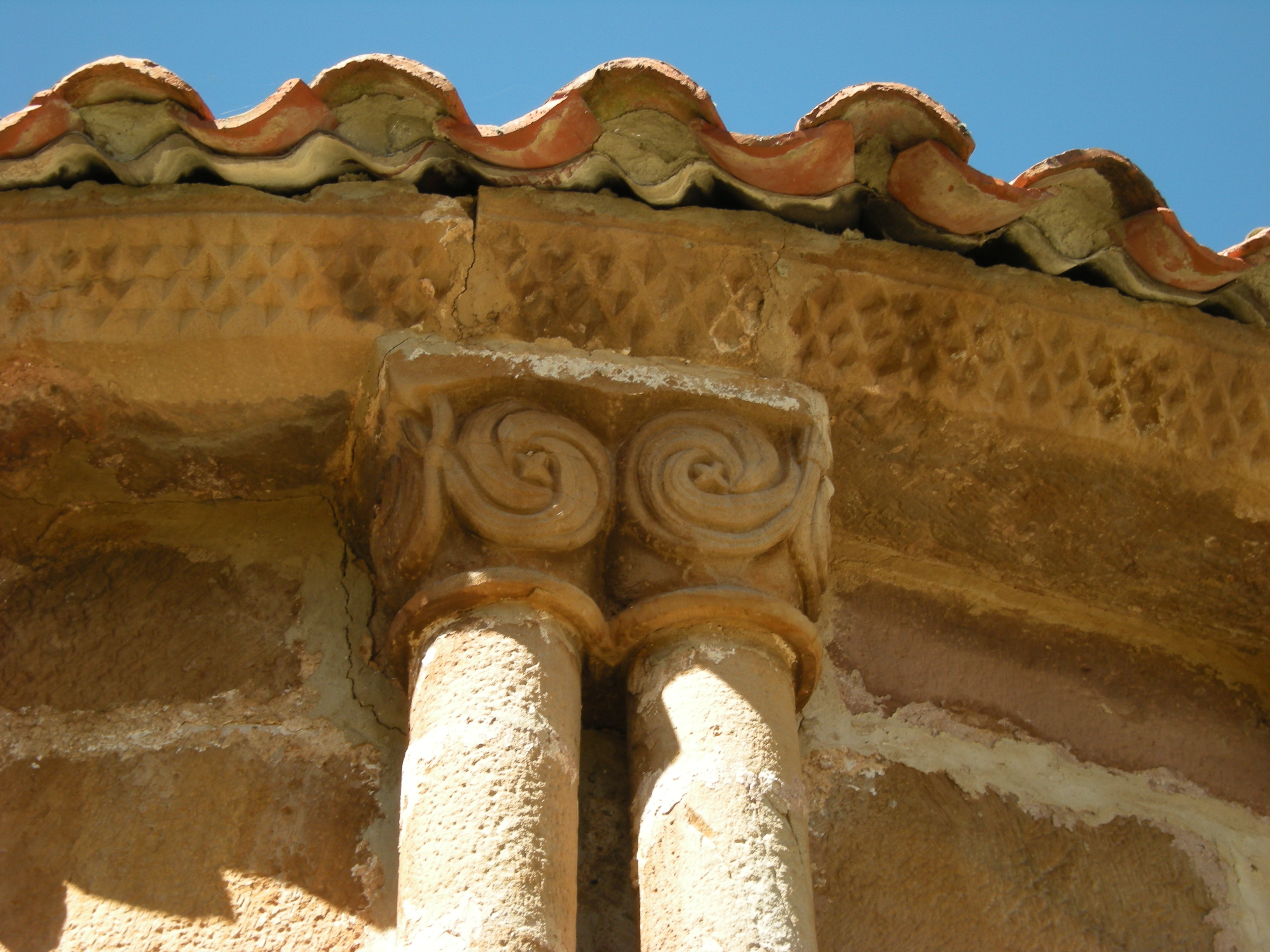
Capitel en la cornisa del ábside

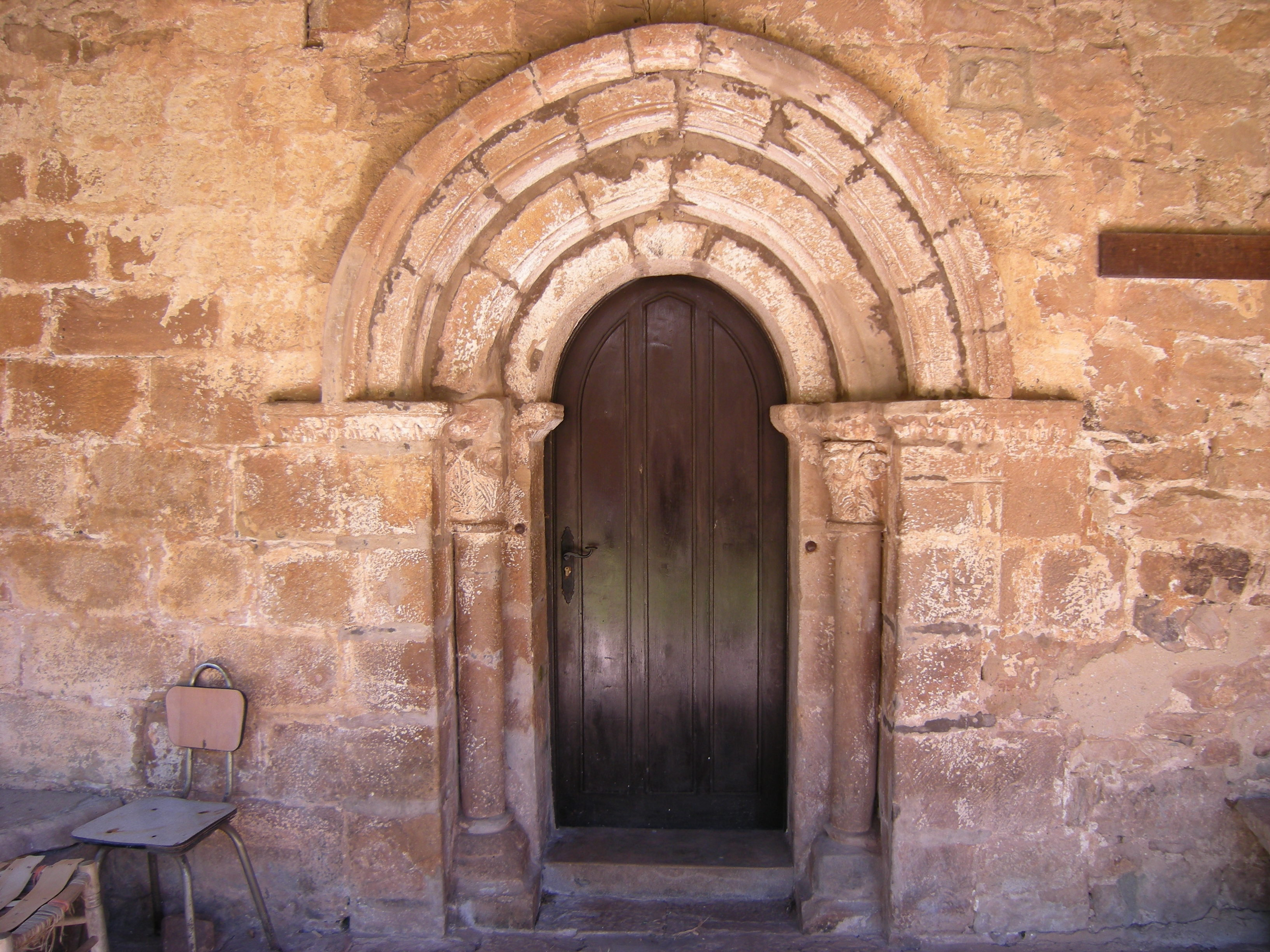
Portada meridional

Es una iglesia de pequeño tamaño, una sola nave y rematada en ábside semicircular. La puerta de acceso se encuentra en el muro occidental, bajo la espadaña. Está enmarcada por tres fustes monolíticos que abocinan la puerta. Sobre ellos hay toscos capiteles con motivos geométricos e iconográficos, así como cinco arcos ligeramente apuntados. La puerta sobresale un tanto respecto al lienzo del muro y está cubierta por un tejadillo con cornisa a la que sostienen canecillos. Hay una puerta más sencilla, también con arco apuntado, en la fachada meridional. 
Por el exterior, el ábside está dividido horizontalmente mediante columnas dobles que se apoyan en una imposta o contrafuertes escalonados. En su parte superior tienen capiteles dobles. En la calle central del ábside parece que hubo en tiempos un vano, pero actualmente es ciego.
En cuanto al interior de la iglesia, cabe observar que la nave es de madera. El arco toral del presbiterio es de medio punto, pero se observa tendencia al apuntamiento del arco. Destaca de la decoración interior el llamado "capitel de los Magos", a la izquierda del arco, cuyo estilo recuerda al románico palentino. El otro capitel, el de la derecha, tiene una iconografía que no es fácil de interpretar: una persona aparece con una bandeja sobre la que hay un libro; puede referirse a algún tipo de ritual o algún episodio de la vida de Santa Juliana.

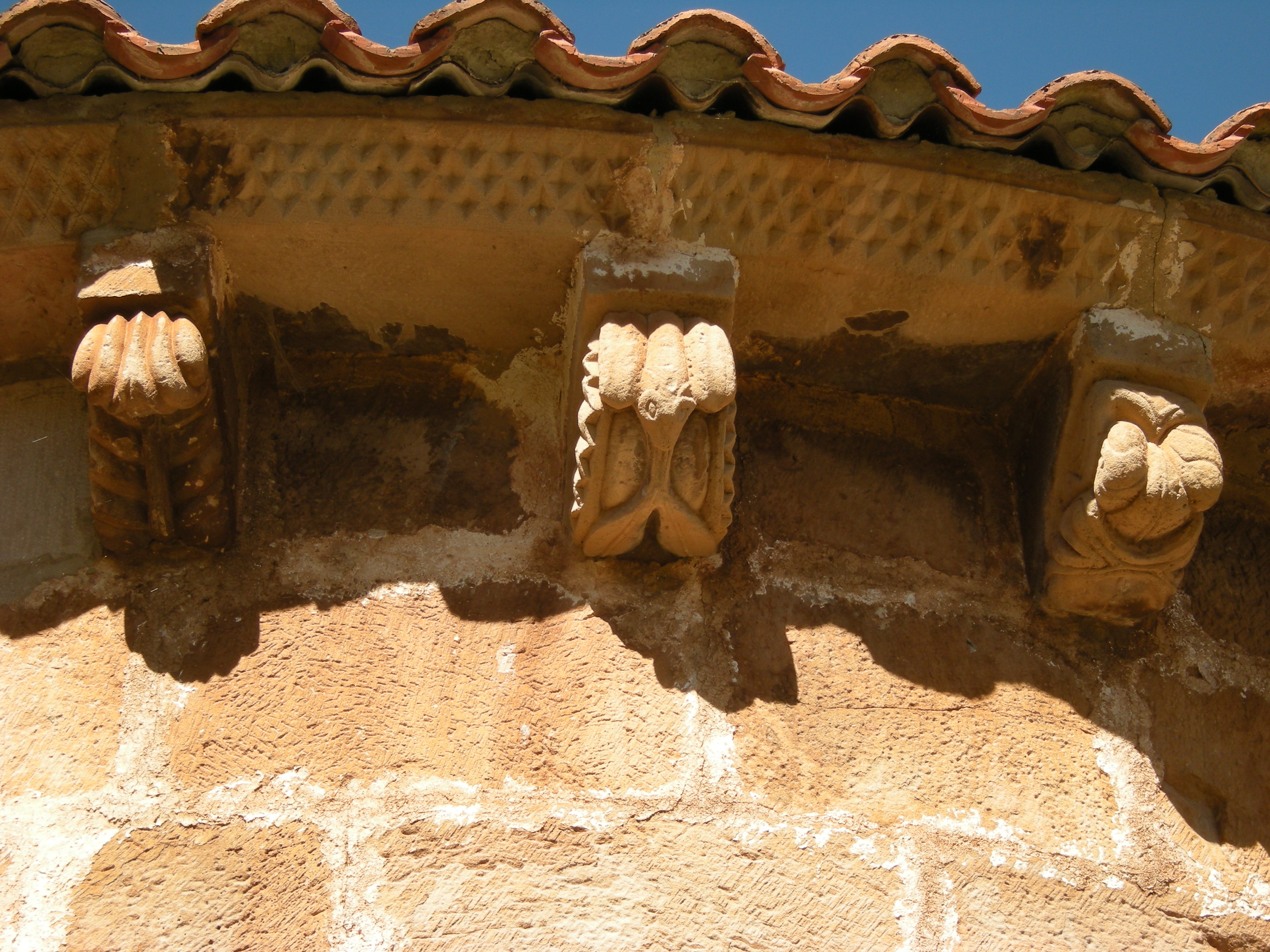
Canecillos en la cornisa del ábside.
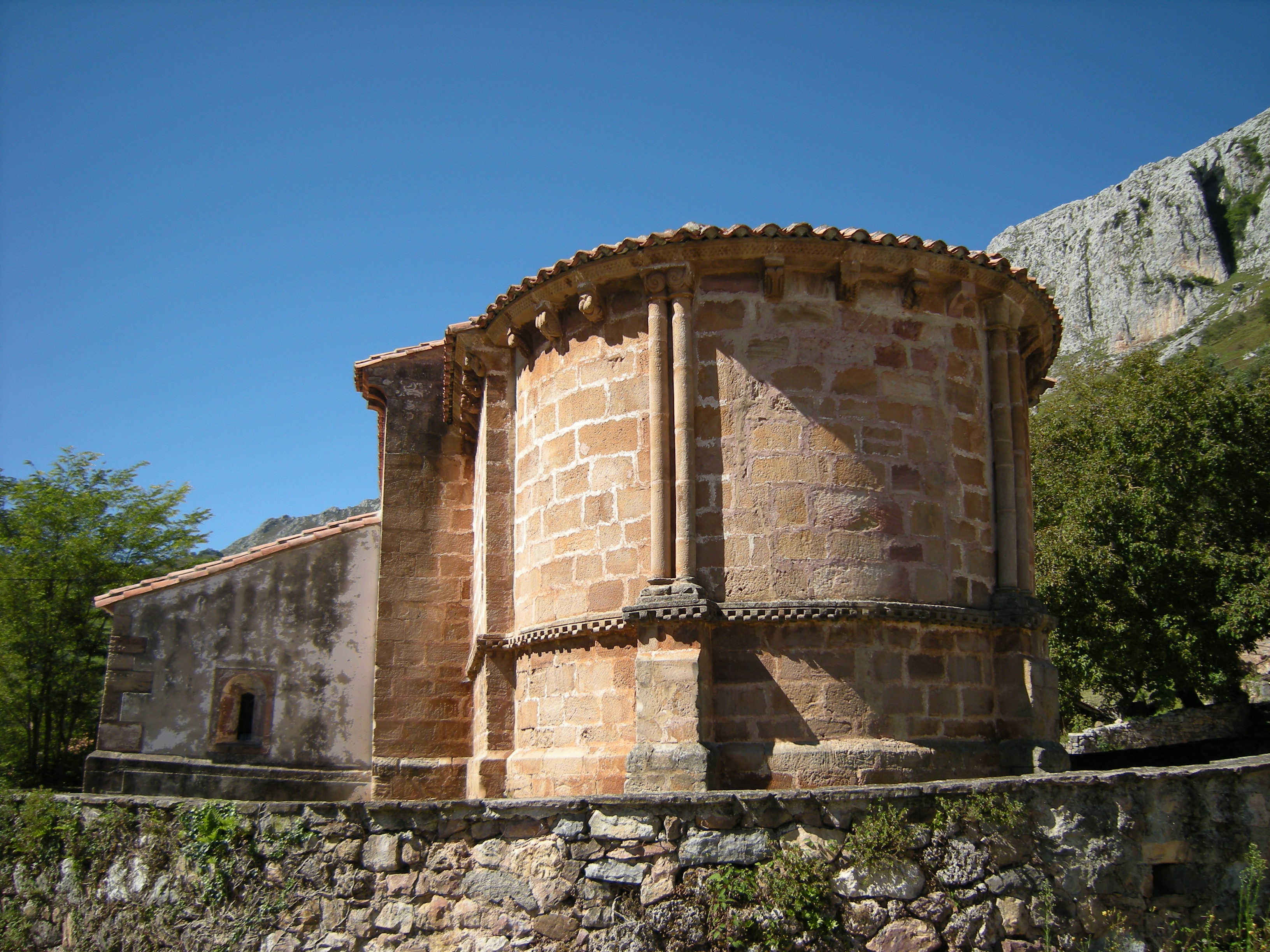
Ábside.